# Rumex pulcher subsp. woodsii
Rumex pulcher subsp. woodsii é uma subespécie de planta com flor pertencente à família Polygonaceae. 
A autoridade científica da subespécie é (De Not.) Arcang., tendo sido publicada em Comp. Fl. Ital. 585 (1882).
Os seus nomes comuns são coenha ou labaça-sinuada.

## Portugal
Trata-se de uma subespécie presente no território português, nomeadamente em Portugal Continental e no Arquipélago da Madeira.
Em termos de naturalidade é nativa das duas regiões atrás indicadas.

## Protecção
Não se encontra protegida por legislação portuguesa ou da Comunidade Europeia.